# Kanok Kongsimma
Kanok Kongsimma (thailändisch กนก กองสิมมะ; * 4. September 2000) ist ein thailändischer Fußballspieler.

## Karriere
Kanok Kongsimma stand bis Ende 2020 beim Drittligisten Sakon Nakhon FC unter Vertrag. Mit dem Verein aus Sakon Nakhon spielte er in der North/Eastern Region der Liga. Nach der Hinrunde der Saison 2020/21 wechselte er Ende Dezember 2020 zu dem in der Eastern Region spielenden Kabin United FC. Die Saison 2022/23 stand er beim ebenfalls in der Eastern Region spielenden Air and Coastal Defence Command FC in Sattahip unter Vertrag. Für ACDC bestritt er 22 Ligaspiele. Zu Beginn der Saison 2023/24 wechselte er im Sommer 2023 zum Zweitligisten Chainat Hornbill FC. Sein Zweitligadebüt für den Verein aus Chainat gab Kongsimma am 19. August 2023 (2. Spieltag) im Heimspiel gegen den Erstligaabsteiger Nakhon Ratchasima FC. Bei der 0:1-Heimniederlage stand er in der Startelf und spielte die kompletten 90 Minuten. Für Chainat bestritt er 26 Ligaspiele. Im Juni 2024 wurde sein Vertrag in Chainat nicht verlängert. Anfang August 2024 unterschrieb er einen Vertrag beim ebenfalls in der zweiten Liga spielenden Suphanburi FC. Am Ende der Saison 2024/25 musste er mit dem Verein aus Suphanburi in die dritte Liga absteigen. Nach dem Abstieg verließ er den Verein. Im Juli 2025 ging er nach Singapur, wo er einen Vertrag beim Erstligisten Hougang United unterschrieb.